# Athanasiuskirche (Hannover)

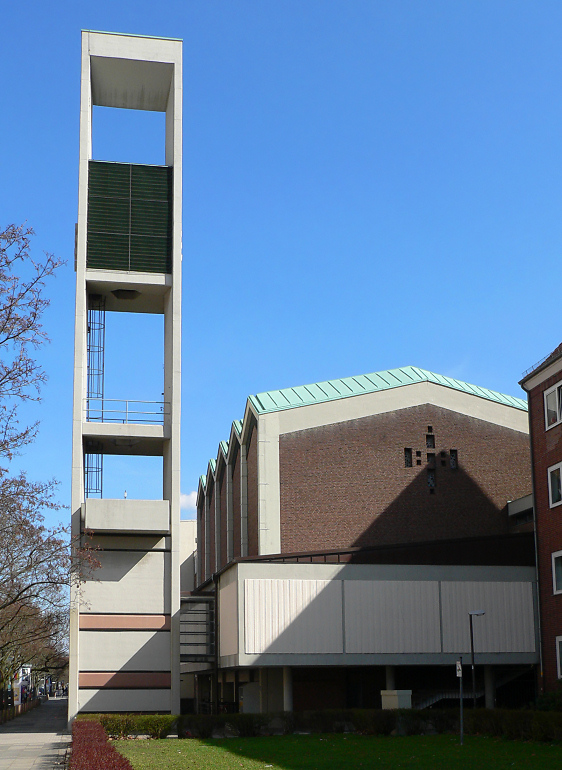
Athanasiuskirche. vor 2011

Die evangelisch-lutherische Athanasiuskirche war ein Kirchenbau in Hannover, Niedersachsen.

## Geschichte
Die Athanasiuskirche wurde von 1962 bis 1964 nach Plänen des Architekten Wolfgang Rauda erbaut. Im Dezember 1964 eingeweiht, war sie die jüngste von drei Kirchen (neben der Pauluskirche und der Nazarethkirche) der evangelisch-lutherischen Südstadtgemeinde Hannover. Seit dem Deutschen Evangelischen Kirchentag 2005 in Hannover ist in dem Gebäude das Haus der Religionen beherbergt. Am 24. März 2013 wurde die Kirche entwidmet.
Das Kirchengebäude wurde 2015 aufgrund des sich abzeichnenden hohen Investitionsbedarfes in Bausanierungsmaßnahmen verkauft. Es wird weiterhin als Haus der Religionen und für Veranstaltungen genutzt. In den oberen Geschossen sollen Wohnungen eingebaut werden.

## Orgel und Glocken
Die Orgel wurde von der Karl Schuke Berliner Orgelbauwerkstatt erbaut. Das Instrument hat 34 Register auf drei Manualen und Pedal. Nach der Entwidmung der Kirche wurde die Orgel generalüberholt und in die Kirche St. Michael in Letter (Seelze) umgesetzt. Der Aufbau dort wurde am 13. Juli 2014 abgeschlossen.
| I Rückpositiv C–g3 |        |
| Gedackt            | 8′     |
| Prinzipal          | 4′     |
| Blockflöte         | 4′     |
| Nassat             | 2 ⁄3′  |
| Waldflöte          | 2′     |
| Terz               | 1 3⁄5′ |
| Siftflöte          | 1′     |
| Scharff IV         |        |
| Dulcian            | 16′    |
| Tremulant          |        |

| II Hauptwerk C–g3 |     |
| Quintadena        | 16′ |
| Prinzipal         | 8′  |
| Spielflöte        | 8′  |
| Oktave            | 4′  |
| Koppelflöte       | 4′  |
| Gemshorn          | 2′  |
| Rauschpfeife II   |     |
| Mixtur IV-VI      |     |
| Trompete          | 8′  |

| III Schwellwerk C–g3 |       |
| Holzgedackt          | 8′    |
| Rohrflöte            | 4′    |
| Prinzipal            | 2′    |
| Quinte               | 1 ⁄3′ |
| Cymbel III           |       |
| Vox humana           | 8′    |
| Tremulant            |       |

| Pedalwerk C–f1 |     |
| Prinzipal      | 16′ |
| Subbaß         | 16′ |
| Oktave         | 8′  |
| Gedackt        | 8′  |
| Oktave         | 4′  |
| Nachthorn      | 2′  |
| Mixtur V       | 2′  |
| Posaune        | 16′ |
| Trompete       | 8′  |
| Klarine        | 4′  |

- Koppeln: I/II, III/II, I/P, II/P, III/P

Die Kirchenglocken wurden 2016 verkauft. Sie alle wurden im Jahr 1964 von Friedrich Wilhelm Schilling in Heidelberg gegossen. Im Jahr 2018 wurden die Glocken in den Turm der Kreuzkirche (Anklam) eingebaut.
| Nr. | Schlagton | Gießer, Gussort             | Gussjahr | Gewicht (kg) |
| --- | --------- | --------------------------- | -------- | ------------ |
| 1   | f1        | F. W. Schilling, Heidelberg | 1964     | 908          |
| 2   | g1        | F. W. Schilling, Heidelberg | 1964     | 740          |
| 3   | a1        | F. W. Schilling, Heidelberg | 1964     | 510          |
| 4   | c2        | F. W. Schilling, Heidelberg | 1964     | 300          |